# Lake Wilderness, Virginia
Lake Wilderness är en så kallad census-designated place i Spotsylvania County i Virginia. Vid 2010 års folkräkning hade Lake Wilderness 2 669 invånare.